# Eubalta planiceps
Eubalta planiceps is een hooiwagen uit de familie Gonyleptidae.. 
Eubalta is monotypisch en omvat slechts de volgende soort:
Sadocus planiceps (Gervais, 1842) na Pessoa-Silva, Hara,  Pinto-da-Rocha & Kury. 2020: 58. Een junior subjectief synoniem is Eubalta meridionalis (Sørensen, 1902).
Let op: zie Kury 2020: 20 voor uitleg auteurschap, elders als "Guérin-Méneville" in Gervais; zoals "(Guérin-Méneville, 1838)"